# دیتاردت
دیتاردت (به آلمانی: Diethardt) یک شهر در آلمان است که در Verbandsgemeinde Nastätten واقع شده‌است. دیتاردت ۳۰۰ نفر جمعیت دارد.